# World Athletics Challenge

Die IAAF World Challenge war eine bis 2019 jährlich ausgetragene Leichtathletik-Serie, die aus mehreren Eintagesveranstaltungen bestand und vom Leichtathletik-Weltverband IAAF (seit 2020 World Athletics) organisiert wurde. Erstmals wurde die Serie im Jahre 2010 ausgerichtet und war in ihrer Wertigkeit unterhalb der Diamond League angesiedelt. 2020 trat die World Athletics Continental Tour an diese Stelle. Es war der Ersatz des IAAF Grand Prix.

## Übersicht der Austragungsorte
2019 Teil der Serie
| Veranstaltung                                  | Ort                                                                    | Teil der Serie               |
| ---------------------------------------------- | ---------------------------------------------------------------------- | ---------------------------- |
| Melbourne World Challenge                      | Melbourne                                                              | 2010–2016                    |
| Jamaica International Invitational             | Kingston                                                               | 2011–2018                    |
| Golden Grand Prix                              | Kawasaki Tokio Osaka                                                   | 2011–2019                    |
| Ponce Grand Prix                               | Ponce                                                                  | 2012–2014                    |
| Colorful Daegu Pre-Championships               | Daegu                                                                  | 2010–2012                    |
| Grande Prêmio Brasil Caixa de Atletismo        | São Paulo Rio de Janeiro Belém São Bernardo do Campo Bragança Paulista | 2010–2014, 2016–2019         |
| World Challenge Dakar                          | Dakar                                                                  | 2010, 2011, 2013, 2015, 2016 |
| Fanny Blankers-Koen Games                      | Hengelo                                                                | 2010–2019                    |
| Golden Spike                                   | Ostrava                                                                | 2010–2019                    |
| Meeting International Mohammed VI d’Athlétisme | Rabat                                                                  | 2010–2015                    |
| Moskau Challenge                               | Moskau                                                                 | 2012, 2013                   |
| Znamensky Memorial                             | Zhukovsky                                                              | 2010, 2011                   |
| Meeting de Atletismo Madrid                    | Madrid                                                                 | 2010–2018                    |
| ISTAF                                          | Berlin                                                                 | 2010–2019                    |
| Rieti Meeting                                  | Rieti                                                                  | 2010–2017                    |
| Hanžeković Memorial                            | Zagreb                                                                 | 2010–2019                    |
| Osaka Grand Prix                               | Osaka                                                                  | 2010                         |
| World Challenge Beijing                        | Peking                                                                 | 2013–2016                    |
| Paavo Nurmi Games                              | Turku                                                                  | 2017–2019                    |
| Nanjing World Challenge                        | Nanjing                                                                | 2019                         |